# 諾曼 (奧克拉荷馬州)
諾曼（Norman, Oklahoma）是美國俄克拉何馬州克里夫蘭縣的縣治。面積490.8平方公里，2006年人口102,827人，是該州第三大城市。
奧克拉荷馬大學位於本市。

## 姐妹城市
- 日本京都府精華町
- 法國克萊蒙費朗
- 墨西哥科利馬